# Hylomyscus alleni
Hylomyscus alleni är en däggdjursart som först beskrevs av Waterhouse 1838.  Hylomyscus alleni ingår i släktet Hylomyscus och familjen råttdjur. IUCN kategoriserar arten globalt som livskraftig. Inga underarter finns listade i Catalogue of Life.
Denna gnagare förekommer i Afrika vid Guineabukten. Utbredningsområdet sträcker sig från Guinea och Sierra Leone till Kongo-Brazzaville, men för Nigeria finns hittills inga bekräftade fynd. Arten lever i låglandet och i låga bergstrakter upp till 1500 meter över havet. Habitatet utgörs av fuktiga lövfällande skogar.
Arten når en kroppslängd (huvud och bål) av 6,9 till 10,0 cm, en svanslängd av 10,3 till 15,7 cm och en vikt av 11 till 30 g. Bakfötterna är 1,7 till 2,2 cm långa och öronen är 1,3 till 1,8 cm stora. Pälsen på ovansidan är brunaktig och undersidans päls är ljusgrå med hår som är gråa nära roten och vita på spetsen.
Hylomyscus alleni är aktiv på natten och klättrar i växtligheten. Boet göms i trädens håligheter. Arten äter olika växtdelar som frön, frukter, unga växtskott och rötter. Sällan ingår insekter i födan. Honor kan vara brunstiga under alla årstider men oftast sker parningen under regntiden. Per kull föds upp till fyra ungar. Denna gnagare jagas av mindre rovdjur.